# Borsi nemzetség

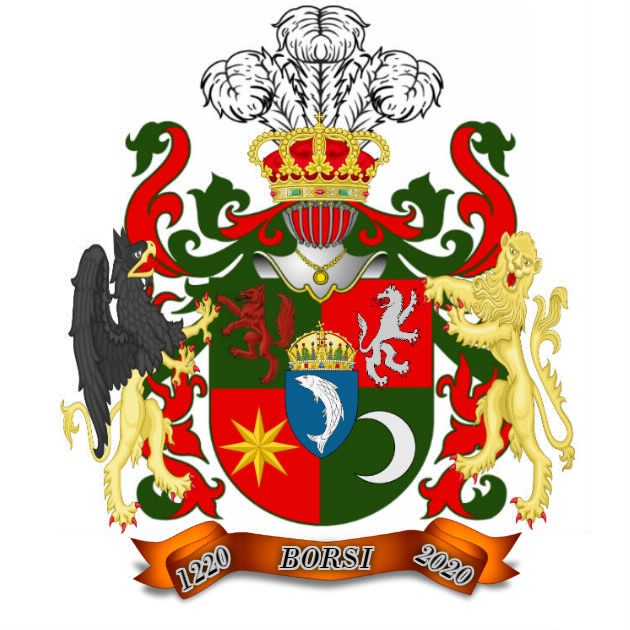
A Nemzetség 800 éves fennállásának emlékére készült!

A leghatalmasabb Árpád-kori magyar nemzetségek egyikének (Borsa nemzetség) mellékága.
Valószínűleg azonos az Anonymusnál említett, oklevelekben is elő  forduló Bors nemzetséggel, melyet a hagyomány az Árpádhoz csatlakozott Bojta vagy Vojta vezértől származtatott.
A nemzetség alapítója Borsa Aga vagy Agamán. A család legendáriuma szerint Koppány Aga leszármazottja volt Borsa Aga. Ősi javai a mai Békésben és Hajdú-Biharban, a Sebes-Körös és Berettyó közt terültek el s ezen kívül voltak a nemzetségnek Erdélyben is birtokai; törzshelye Békés vármegye északi részében volt.
Később pedig a biharvármegyei Adorján vár; A XIII. század dereka táján élt Barnabás, kinek két fia Tamás és János fiaikkal együtt 1279. Kun Lászlótól a hűtlen Kányi Tamás birtokait kapták adományba. János és fiai, Péter, János és Miklós csak ezen oklevélben fordulnak elő. Annál nagyobb hirt szereztek az 1294. még életben lévő Tamás fiai, ezek a hatalmas oligarchkák, kik 35 éven keresztül, Kun László, III. Endre s az interregnum korában s Róbert Károly uralkodásának első szakában a legelőkelőbb szerepet vitték Magyarország történelmében. Tamásnak hat fia volt: Roland, több ízben erdélyi vajda 1282-96 között, lefejeztette mint lázadót III. Endre (l. Roland); István, 1284. főpincemester, 1285. szatmári főispán, meghalt. 1294 előtt; a szereplése kezdetén Jakabnak nevezett Kopasz, 1284. főlovászmester; 1304. bán, 1306. nádor, előbb Róbert Károly egyik legnagyobb híve majd 1316. Csák Mátéval és az Ákos nembeli István nádor fiaival stb. ellene szövetkezett, hogy helyette ültessen a Magyar trónra.Károly azonban az Adorján várába szorult Kopaszt fogságba ejtvén, lefejeztette s minden vagyonától megfosztotta (l. Kopasznádor); testvérének nevezett Borsa László-nak,1307. -ben át adta.1308-tól Borsay Lászlóként szerepel.Az ő fiai Miklós , János.Miklós kinek fiai Borsay család alapítói
János kinek fiai már Borsi nemzetség alapítóiként szerepelnek.
A Családról elnevezett Borsi  község Felvidéken (Szlovákiában) a Kassai kerület Tőketerebesi járásában, Királyhelmectől 24 km-re délnyugatra, Sátoraljaújhelytől 3 km-re keletre a szlovák-magyar határ mellett, a Bodrog jobb partján, az Alföldön a Zempléni-hegység déli lábánál.1221-ben Borsy néven említi fennmaradt oklevél.
 1284-ben Borsi, 1390-ben Borsy alakban szerepel a forrásokban. Sárospatak várának uradalmához tartozott. 1284-ben a sátoraljaújhelyi uradalom része. 1322-ben Károly Róbert György fia Borsa László-nak adományoz itt birtokot. 1387-ben a Perényiek, 1429-ben a Pálóczyak és mások birtoka. 1615-ben a Lorántffy családé. 1557-ben a falu 4 portával adózott.

## A Rákóczi-várkastély
A Rákóczi-várkastélyt Hennyey Miklós ónodi, majd később füzéri várnagy, Perényi Gábor familiárisa építette. Perényitől a birtokadományt 1559-ben kapta, amelyet Miksa császár 1563-ban erősített meg. Hennyey Miklóst I. Miksa király, német-római császár koronázásakor negyedmagával aranysarkantyús vitézzé ütötték. Hennyey részt vett Szigetvár 1556-os sikeres megvédésében, halálát 1566-ban régi barátja és sógora mellett a gyulai vár ostroma során lelte. Első felesége Dombay Anna (Werbőczy István unokája) 1564-ben hunyhatott el. Leányukat, Hennyey Margitot 1566-1567. körül vehette feleségül Zeleméri Kamarás Miklós, az egri hős Dobó István unokaöccse, aki a Debrecen környékén fekvő Zelemérről származott, s akinek családja többek közt Tarcalon, Tállyán, Tokajban rendelkezett birtokokkal és ez idő tájt a kassai kapitányság alatt szolgált. A borsi kastélyt 1568. és 1579. közt építette át.[5][6] A 2006 telén kutatói felügyelet mellett folyt felújítások során az északnyugati sarokbástya emeleti padlószintje alatt feltárt boltozatvállban és lenyomatban egy a jelenleginél magasabb belső szintű, reneszánsz épület maradványait fedezhetjük fel.[7] Így feltételezhetjük, hogy a kastély előzményeként már állott itt egy nívós épület, amelynek építője a már említett Hennyey Miklós, Zeleméry apósa lehetett.[8]Zeleméri Kamarás Miklós lányának házasságával került a kastély előbb Lorántffy Mihály tulajdonába 1602-ben, majd I. Rákóczi György és Lorántffy Zsuzsanna házassága révén került a Rákóczi birtokok közé.[6]

## A Biharnbajom- KÖZSÉG
Biharnagybajom első említése 1215, a Váradi Regestrumban. Kettős falu, az egyik – a Békés megyei – helyi szabad birtokosoké, a másik – a Bihar megyei – a bihari várnépeké. A bajomi nemesek e „másik bajombeli” várnépekkel és rábéi nemesekkel pereskedtek halászó helyek, nádasok és szigetek birtokáért. Megegyeztek, hogy a halászó helyeket és nádasokat egyenlően elosztják, a szigetek közül kettő pedig a rábéiaké és a bihari várnépeké. A bajomi nemeseket nem tudjuk biztosan a Sártványvecse nembelik későbbi birtokos családhoz kapcsolni. A XIII. század második felétől a nemzetség úgynevezett Bajoni-Borsi ága a falu birtokosa. Papját a pápai tizedjegyzékekben megtaláljuk (1332-37). Egy 1423. évi adatból tudjuk, hogy egyházát Szent András apostol tiszteletére emelték. A templom kora gótikus stílusban épület. Bajom – ugyanúgy, mint Rábé – egyház-szervezetileg nem a szeghalmi esperességhez, hanem a szabolcsihoz tartozott. Ugyanis a bihari (később váradi) püspökség a korábban alapított egri püspökségtől kivett területen létesült. A Bajoni-Borsi ág 1342-ben osztotta meg falvait.
A Bajoni és püspöki részek teljes népessége a XV. század elején 200-220 lélek lehetett A Borsi család 1412-ben pallosjogot kapott uradalmára, melynek központja Bajom. 1449-ben birtokcserével megszerezték a püspöki részeket. Mivel birtokaik többsége Békésben feküdt, kérésükre Mátyás király 1459-ben Bajom részeit és az újonnan megszerzett Zámot Szabolcs megyéből Békésbe, 1499-ben pedig II. Ulászló Bajomot Bihar megyébe helyeztette át. 1514-ben a felkelt parasztok elfoglalták az akkor kezdetlegesen megerősített udvarházat. 1499-ben még egy települést említenek, de 1517-ben már Nagy- és Kisbajomot. 1540-1550 körül épült ki a vár, jelentősége 1555 után nőtt meg. 1552-ben a dikaadójegyzék szerint Bajoni Ferencnek 35 jobbágyportája, 2 pusztatelke és 1 adómentese volt. A Habsburg I. Ferdinándhoz már 1542 tavaszán átpártolt Bajoniak kérésére 1552-től a település mezővárosi renagot kapott, évente két országos vásárral. Bajoni Jánosnak Szigetvár ostrománál esett hősi halálával a fiúág kihalt. A várba már évekkel korábban János Zsigmond ültetett várnagyot, Csukath Pétert. Az ő emlékét őrizte a vár régi, kb. 1500 méteres széles árka, Csukath-árok vagy Csukath-árka néven, melyen a hagyomány szerint vízimalom volt.